# Éva Szabó
Pour les articles homonymes, voir Szabo.
Dans le nom hongrois Szabó Éva, le nom de famille précède le prénom, mais cet article utilise l’ordre habituel en français Éva Szabó, où le prénom précède le nom.
Éva Szabó (née le 30 octobre 1945 et morte le 7 novembre 2022) est une joueuse de tennis hongroise, amateur avant 1968 puis professionnelle jusqu'au milieu des années 1970.
Meilleure représentante de son pays (avant Andrea Temesvári dans les années 1980, et Ágnes Szávay dans les années 2000), elle a notamment atteint les quarts de finale à Roland-Garros en 1975, battue par l'Australienne Janet Newberry.

## Palmarès

### Titre en double dames
| No | Date       | Nom et lieu du tournoi                    | Catégorie | Surface      | Partenaire    | Finalistes                  | Score    |  |
| -- | ---------- | ----------------------------------------- | --------- | ------------ | ------------- | --------------------------- | -------- |  |
| 1  | 15-07-1974 | Head Cup Austrian Championships Kitzbühel |           | Terre (ext.) | Beatrix Klein | Ana María Arias Iris Riedel | 6-1, 6-4 |  |

### Finale en double dames
| No | Date       | Nom et lieu du tournoi          | Catégorie | Surface      | Vainqueures                        | Partenaire      | Score    |          |
| -- | ---------- | ------------------------------- | --------- | ------------ | ---------------------------------- | --------------- | -------- | -------- |
| 1  | 20-07-1970 | Budapest International Budapest |           | Terre (ext.) | Miroslava Holubova Vlasta Kodesova | Judith Szörényi | 7-5, 6-4 | Parcours |

## Parcours en Grand Chelem

### En simple dames
| Année | Championnat d'Australie Open d'Australie | Championnat d'Australie Open d'Australie | Internationaux de France | Internationaux de France | Wimbledon | Wimbledon | US Open | US Open |
| ----- | ---------------------------------------- | ---------------------------------------- | ------------------------ | ------------------------ | --------- | --------- | ------- | ------- |
| 1968  | -                                        | -                                        | 1er tour (1/64)          | Ingrid Loeys             | -         | -         | -       | -       |
| 1970  | -                                        | -                                        | 1er tour (1/32)          | Katja Ebbinghaus         | -         | -         | -       | -       |
| 1971  | -                                        | -                                        | 1er tour (1/32)          | Esme Emanuel             | -         | -         | -       | -       |
| 1975  | -                                        | -                                        | 1/4 de finale            | Janet Newberry           | -         | -         | -       | -       |
| 1976  | -                                        | -                                        | 2e tour (1/16)           | Virginia Ruzici          | -         | -         | -       | -       |

À droite du résultat, l’ultime adversaire.

### En double dames
| Année | Championnat d'Australie Open d'Australie | Championnat d'Australie Open d'Australie | Internationaux de France    | Internationaux de France   | Wimbledon                    | Wimbledon              | US Open                       | US Open                 |
| ----- | ---------------------------------------- | ---------------------------------------- | --------------------------- | -------------------------- | ---------------------------- | ---------------------- | ----------------------------- | ----------------------- |
| 1968  | -                                        | -                                        | 1er tour (1/16) P. Palacios | Esme Emanuel Maryna Godwin | -                            | -                      | -                             | -                       |
| 1970  | -                                        | -                                        | 1er tour (1/32) J. Szörényi | Kerry Harris Fay Toyne     | -                            | -                      | -                             | -                       |
| 1971  | -                                        | -                                        | -                           | -                          | 1er tour (1/32) M. Kroschina | Daphne Botha M. Guzmán | -                             | -                       |
| 1974  | -                                        | -                                        | -                           | -                          | 1er tour (1/32) Judith Gohn  | M. Gurdal M. Van Haver | -                             | -                       |
| 1976  | -                                        | -                                        | -                           | -                          | -                            | -                      | 1er tour (1/32) Beatrix Klein | Robin Khan Nancy Weigel |

Sous le résultat, la partenaire ; à droite, l’ultime équipe adverse.

### En double mixte
| Année | Championnat d'Australie Open d'Australie | Championnat d'Australie Open d'Australie | Internationaux de France     | Internationaux de France | Wimbledon                     | Wimbledon                  | US Open | US Open |
| ----- | ---------------------------------------- | ---------------------------------------- | ---------------------------- | ------------------------ | ----------------------------- | -------------------------- | ------- | ------- |
| 1968  | -                                        | -                                        | 1er tour (1/32) F. Komaromy  | A. Van Zyl Frew McMillan | -                             | -                          | -       | -       |
| 1970  | n/a                                      | n/a                                      | 2e tour (1/16) Robert Machan | B. J. King Bob Hewitt    | -                             | -                          | -       | -       |
| 1971  | n/a                                      | n/a                                      | -                            | -                        | 2e tour (1/32) Péter Szőke    | Estalella-Manso M. Orantes | -       | -       |
| 1974  | n/a                                      | n/a                                      | -                            | -                        | 1er tour (1/64) Robert Machan | Daria Kopsic G. Vilas      | -       | -       |

Sous le résultat, le partenaire ; à droite, l’ultime équipe adverse.

## Parcours en Coupe de la Fédération
| #                                                                | Date       | Lieu            | Surface         | Gagnante(s)                         | Perdante(s)                | Score         |          |
|                                                                  |            |                 |                 |                                     |                            |               |          |
| 1966 - 1er tour (groupe mondial) - Hongrie - Belgique - 2 : 1    |            |                 |                 |                                     |                            |               |          |
| 1                                                                | 10/05/1966 | Turin           | Terre (ext.)    | Monique Bedoret Christiane Mercelis | Klara Bardoczy Éva Szabó   | 4-6, 6-1, 6-2 | Parcours |
|                                                                  |            |                 |                 |                                     |                            |               |          |
| 1969 - 1er tour (groupe mondial) - Hongrie - Canada - 0 : 3      |            |                 |                 |                                     |                            |               |          |
| 2                                                                | 19/05/1969 | Athènes         | Terre (ext.)    | Jane O'Hara Faye Urban              | Katalin Borka Éva Szabó    | 6-1, 10-8     | Parcours |
|                                                                  |            |                 |                 |                                     |                            |               |          |
| 1975 - 1er tour (groupe mondial) - Indonésie - Hongrie - 0 : 2   |            |                 |                 |                                     |                            |               |          |
| 3                                                                | 05/05/1975 | Aix-en-Provence | Terre (ext.)    | Éva Szabó                           | Lany Kaligis               | 4-6, 6-2, 6-1 | Parcours |
|                                                                  |            |                 |                 |                                     |                            |               |          |
| 1975 - 2e tour (groupe mondial) - France - Hongrie - 2 : 1       |            |                 |                 |                                     |                            |               |          |
| 4                                                                | 05/05/1975 | Aix-en-Provence | Terre (ext.)    | Éva Szabó                           | Gail Sherriff              | 0-6, 6-2, 8-6 | Parcours |
| 4                                                                | 05/05/1975 | Aix-en-Provence | Terre (ext.)    | Gail Sherriff Rosie Darmon          | Beatrix Klein Éva Szabó    | 7-5, 6-2      | Parcours |
|                                                                  |            |                 |                 |                                     |                            |               |          |
| 1976 - 1er tour (groupe mondial) - Philippines - Hongrie - 0 : 3 |            |                 |                 |                                     |                            |               |          |
| 5                                                                | 22/08/1976 | Philadelphie    | Moquette (int.) | Éva Szabó                           | Marisa Sanchez             | 6-1, 6-0      | Parcours |
| 5                                                                | 22/08/1976 | Philadelphie    | Moquette (int.) | Beatrix Klein Éva Szabó             | Gladys Imperial Pia Tamayo | 6-2, 6-0      | Parcours |